# Phil Joanou
Phil Joanou, född 20 november 1961 i La Cañada Flintridge, Kalifornien, är en amerikansk regissör av film, musikvideor och TV-program. 
Han är bäst känd för sitt samarbete med rockbandet U2. Några av de videor han regisserat åt bandet är Bad, One, Who's Gonna Ride Your Wild Horses och Sometimes You Can't Make It on Your Own. Han regisserade även musikfilmen Rattle and Hum (1988), som dokumenterade U2 under Joshua Tree Tour.
1987 regisserade han tonårskomedin Three O'Clock High, vilket även blev hans långfilmsdebut. Han har även regisserat långfilmer som State of Grace (1990), Farligt spel (1992) och Heaven's Prisoners (1996). Han regisserade även den självbiografiska filmen U2 My Friend (1999) som är baserad på Joanous liv.

## Filmografi
- Last Chance Dance (1984) (kortfilm)
- Three O'Clock High (1987)
- Rattle and Hum (1988)
- State of Grace (1990)
- Age 7 in America (1991) (TV-dokumentär)
- Farligt spel (1992)
- Heaven's Prisoners (1996)
- 14 Up in America (1998) (TV-dokumentär)
- U2 My Friend (1999) (även manusförfattare)
- Värstingarna (2006)
- The Punisher: Dirty Laundry (2012) (kortfilm)
- Chris Tucker Live (2015)
- The Veil (2016)

## Videografi
- "Bad", U2 (1987)
- "One Tree Hill", U2 (1987)
- "When Love Comes to Town" (version 1), U2 & B.B. King (1988)
- "One" (version 3), U2 (1991)
- "Keep the Faith", Bon Jovi (1992)
- "Who's Gonna Ride Your Wild Horses" (version 1), U2 (1992)
- "You Don't Know How It Feels", Tom Petty (1994)
- "Walls (Circus)", Tom Petty and the Heartbreakers (1996)
- "Sharks Can't Sleep", Tracy Bonham (1996)
- "If God Will Send His Angels", U2 (1997)
- "When You Believe", Mariah Carey & Whitney Houston (1998)
- "All Because of You" (version 1), U2 (2005)
- "Sometimes You Can't Make It on Your Own", U2 (2005)